# Campionato ungherese di scacchi
Il Campionato ungherese di scacchi  (Magyar Sakkbajnokságot) è un torneo che si svolge in Ungheria dal 1906 per determinare il campione nazionale di scacchi. 
La Federazione scacchistica ungherese fu fondata nel 1911, ma ha organizzato direttamente i campionati solo a partire dal 1924. I campionati precedenti al 1945 non hanno una numerazione ufficiale e si sono svolti senza regolarità, sia a causa delle due guerre mondiali che per mancanza di fondi.
Nel 1949 la Federazione ungherese ha iniziato ad usufruire di fondi statali e dal 1950 il campionato nazionale si è svolto quasi tutti gli anni, con una numerazione ufficiale.
Nel 1985 e 1988 i tradizionali campionati nazionali, organizzati con la formula ad inviti, sono stati sostituiti da campionati open, aperti alla partecipazione di stranieri, con la clausola che il titolo nazionale sarebbe stato assegnato al giocatore ungherese con la migliore classifica. 

## Albo d'oro
| #  | Anno    | Città             | Vincitore                               |
| -- | ------- | ----------------- | --------------------------------------- |
| -  | 1906    | Győr              | Zoltán von Balla                        |
| -  | 1907    | Budapest          | Leó Forgács                             |
| -  | 1911    | Budapest          | Zoltán von Balla Zsigmond Barász        |
| -  | 1912    | Temesvár          | Gyula Breyer                            |
| -  | 1913    | Debrecen          | Lajos Asztalos                          |
| -  | 1922    | Budapest          | Kornél Havasi                           |
| -  | 1924    | Győr              | Géza Nagy                               |
| -  | 1928    | Budapest          | Árpád Vajda                             |
| -  | 1931    | Budapest          | Lajos Steiner                           |
| -  | 1932    | Budapest          | Géza Maróczy                            |
| -  | 1933    | Budapest          | Esteban Canal                           |
| -  | 1934    | Budapest          | Erich Eliskases                         |
| -  | 1935    | Tatatóváros       | László Szabó                            |
| -  | 1936    | Budapest          | Lajos Steiner                           |
| -  | 1937    | Budapest          | László Szabó                            |
| -  | 1941    | Budapest          | Géza Füster                             |
| -  | 1942    | Budapest          | Gedeon Barcza                           |
| -  | 1943    | Diósgyőr          | Gedeon Barcza                           |
| 1  | 1945    | Budapest          | Tibor Florián                           |
| 2  | 1946    | Budapest          | László Szabó                            |
| 3  | 1947    | Budapest          | Gedeon Barcza                           |
| 4  | 1948    | Budapest          | Pál Benkő                               |
| 5  | 1949    | Budapest          | Gedeon Barcza                           |
| 6  | 1950    | Budapest          | László Szabó                            |
| 7  | 1951    | Budapest          | Gedeon Barcza                           |
| 8  | 1952    | Budapest          | László Szabó                            |
| 9  | 1953    | Budapest          | Bela Sandor                             |
| 10 | 1954    | Budapest          | László Szabó                            |
| 11 | 1955    | Budapest          | Gedeon Barcza                           |
| 12 | 1956    | Budapest          | Gedeon Barcza                           |
| 13 | 1957    | Budapest          | Lajos Portisch                          |
| 14 | 1958    | Budapest          | Lajos Portisch                          |
| 15 | 1959    | Budapest          | László Szabó                            |
| 16 | 1961    | Budapest          | Lajos Portisch                          |
| 17 | 1962    | Budapest          | Lajos Portisch                          |
| 18 | 1963    | Budapest          | István Bilek                            |
| 19 | 1964    | Budapest          | Lajos Portisch                          |
| 20 | 1965(1) | Budapest          | István Bilek                            |
| 21 | 1965(2) | Budapest          | Lajos Portisch                          |
| 22 | 1966    | Budapest          | Gedeon Barcza                           |
| 23 | 1967    | Budapest          | László Szabó                            |
| 24 | 1968    | Budapest          | Győző Forintos                          |
| 25 | 1969    | Budapest          | Peter Dély                              |
| 26 | 1970    | Budapest          | István Bilek                            |
| 27 | 1971    | Budapest          | Lajos Portisch                          |
| 28 | 1972    | Budapest          | István Csom                             |
| 29 | 1973    | Budapest          | András Adorján Zoltán Ribli István Csom |
| 30 | 1974    | Budapest          | Zoltán Ribli                            |
| 31 | 1975    | Budapest          | Lajos Portisch                          |
| 32 | 1976    | Budapest          | Gyula Sax                               |
| 33 | 1977    | Budapest          | Gyula Sax Zoltán Ribli                  |
| 34 | 1978    | Budapest          | József Pintér                           |
| 35 | 1979    | Budapest          | József Pintér                           |
| 36 | 1980    | Budapest          | Peter Lukacs                            |
| 37 | 1981    | Budapest          | Lajos Portisch                          |
| 38 | 1982    | Budapest          | Attila Schneider                        |
| 39 | 1984    | Budapest          | András Adorján                          |
| 40 | 1986    | Budapest          | Iván Faragó                             |
| 41 | 1989    | Budapest          | Attila Schneider                        |
| 42 | 1991    | Budapest          | Judit Polgár                            |
| 43 | 1992    | Budapest          | András Adorján                          |
| 44 | 1993    | Gyula             | András Adorján                          |
| 45 | 1994    | Budapest          | Csaba Horváth                           |
| 46 | 1995    | Budapest          | Zoltán Almási                           |
| 47 | 1996    | Budapest          | Zoltán Varga                            |
| 48 | 1997    | Budapest          | Zoltán Almási                           |
| 49 | 1998    | Budapest          | Csaba Horváth                           |
| 50 | 1999    | Lillafüred        | Zoltán Almási                           |
| 51 | 2000    | Budapest          | Zoltán Almási                           |
| 52 | 2002    | Balatonlelle      | Róbert Ruck                             |
| 53 | 2003    | Hévíz             | Zoltán Almási                           |
| 54 | 2004    | Budapest          | Ferenc Berkes                           |
| 55 | 2005    | Kazincbarcika     | Zoltán Gyimesi                          |
| 56 | 2006    | Székesfehérvár    | Zoltán Almási                           |
| 57 | 2007    | Budapest          | Ferenc Berkes                           |
| 58 | 2008    | Nyíregyháza       | Zoltán Almási                           |
| 59 | 2009    | Seghedino         | Zoltán Almási                           |
| 60 | 2010    | Seghedino         | Ferenc Berkes                           |
| 61 | 2011    | Hévíz             | Viktor Erdos                            |
| 62 | 2012    | Hévíz             | Ferenc Berkes                           |
| 63 | 2013    | Gyula             | Ferenc Berkes                           |
| 64 | 2014    | Zalakaros         | Ferenc Berkes                           |
| 65 | 2015    | Zalakaros         | Ádám Horváth                            |
| 66 | 2016    | Zalakaros         | Ferenc Berkes                           |
| 67 | 2017    | Zalakaros         | Richárd Rapport                         |
| 68 | 2018    | Budapest          | Ferenc Berkes                           |
| 69 | 2019    | Budapest          | Zoltán Almási                           |
| -  | 2020    | - non disputato - | - non disputato -                       |
| 70 | 2021    | Budapest          | Peter Acs                               |
| 71 | 2022    | Budapest          | Peter Prohaska                          |
| 72 | 2023    | Budapest          | Gergely Antal                           |
| 73 | 2024    | Budapest          | Adam Kozak                              |

| #  | Anno | Città             | Vincitrice        |
| -- | ---- | ----------------- | ----------------- |
| 01 | 1947 | Tatabanya         | Jozsa Langos      |
| 02 | 1950 | Tatabanya         | Jozsa Langos      |
| 03 | 1951 | Budapest          | Jozsa Langos      |
| 04 | 1952 | Budapest          | Jozsa Langos      |
| 05 | 1953 | Budapest          | Jolan Krcsmarik   |
| 06 | 1954 | Budapest          | Eva Karakas       |
| 07 | 1955 | Budapest          | Erzsebet Finta    |
| 08 | 1956 | Budapest          | Eva Karakas       |
| 09 | 1957 | Budapest          | Iren Hönsch       |
| 10 | 1958 | Budapest          | Edit Lang         |
| 11 | 1959 | Budapest          | Iren Hönsch       |
| 12 | 1960 | Budapest          | Iren Hönsch       |
| 13 | 1961 | Budapest          | Karolyne Honfi    |
| 14 | 1962 | Budapest          | Eva Karakas       |
| 15 | 1963 | Budapest          | Edit Lang         |
| 16 | 1964 | Budapest          | Eszebet Finta     |
| 17 | 1965 | Budapest          | Eva Karakas       |
| 18 | 1966 | Budapest          | Eva Karakas       |
| 19 | 1967 | Budapest          | Maria Ivanka      |
| 20 | 1968 | Budapest          | Maria Ivanka      |
| 21 | 1969 | Budapest          | Maria Ivanka      |
| 22 | 1970 | Budapest          | Maria Ivanka      |
| 23 | 1971 | Budapest          | Maria Ivanka      |
| 24 | 1972 | Budapest          | Maria Ivanka      |
| 25 | 1973 | Budapest          | Zsuzsa Veroci     |
| 26 | 1974 | Budapest          | Maria Ivanka      |
| 27 | 1975 | Budapest          | Eva Karakas       |
| 28 | 1976 | Budapest          | Eva Karakas       |
| 29 | 1977 | Budapest          | Zsuzsa Veroci     |
| 30 | 1978 | Budapest          | Maria Ivanka      |
| 31 | 1979 | Budapest          | Maria POrubszky   |
| 32 | 1980 | Budapest          | Zsuzsa Makai      |
| 33 | 1981 | Budapest          | Tunde Csonkics    |
| 34 | 1982 | Budapest          | Ilona Kurucsai    |
| 35 | 1983 | Budapest          | Zsusza Veroci     |
| 36 | 1985 | Budapest          | Ildiko Madl       |
| 37 | 1986 | Budapest          | Maria Ivanka      |
| 38 | 1988 | Budapest          | Erika Sziva       |
| 39 | 1990 | Gyor              | Ildiko Madl       |
| 40 | 1991 | Budapest          | Ildiko Madl       |
| 41 | 1992 | Budapest          | Rita Zimmersmann  |
| 42 | 1993 | Gyula             | Ildiko Madl       |
| 43 | 1994 | Budapest          | Eva Forgo         |
| 44 | 1995 | Eger              | Nora Medvegy      |
| 45 | 1996 | Budapest          | Monika Grabics    |
| 46 | 1997 | Budapest          | Nikoletta Lakos   |
| 47 | 1999 | Lillafüred        | Nóra Medvegy      |
| 48 | 2000 | Budapest          | Anita Gara        |
| 49 | 2001 | Budapest          | Anita Gara        |
| 50 | 2002 | Budapest          | Nikoletta Lakos   |
| 51 | 2003 | Budapest          | Yelena Dembo      |
| 52 | 2004 | Budapest          | Szidónia Vajda    |
| 53 | 2005 | Seghedino         | Nikoletta Lakos   |
| 54 | 2006 | Seghedino         | Ticia Gara        |
| 55 | 2007 | Budapest          | Ticia Gara        |
| 56 | 2008 | Visegrád          | Anna Rudolf       |
| 57 | 2009 | Eger              | Anita Gara        |
| 58 | 2010 | Nyíregyháza       | Anna Rudolf       |
| 59 | 2011 | Seghedino         | Anna Rudolf       |
| 60 | 2012 | Kisvárda          | Petra Papp        |
| 61 | 2013 | Hévíz             | Anita Gara        |
| 62 | 2014 | Zalakaros         | Ildiko Madl       |
| 63 | 2015 | Budapest          | Szidonia Vajda    |
| 64 | 2016 | Mándok            | Anita Gara        |
| 65 | 2017 | Zalakaros         | Anita Gara        |
| 66 | 2018 | Budapest          | Bianka Havanecz   |
| 67 | 2019 | Budapest          | Ticia Gara        |
| -  | 2020 | - non disputato - | - non disputato - |
| 68 | 2021 | Budapest          | Zsuzsanna Terbe   |
| 69 | 2022 | Budapest          | Zsuzsanna Terbe   |
| 70 | 2023 | Budapest          | Zsoka Gaal        |
| 71 | 2024 | Budapest          | Szidonia Vajda    |

| Campionati nazionali di scacchi | Campionati nazionali di scacchi |
| ------------------------------- | --- |
| Attuali                         | Algeria · Argentina · Armenia · Australia · Austria · Azerbaigian · Belgio · Bielorussia · Brasile · Bulgaria · Canada · Cile · Cina · Croazia · Cuba · Danimarca · Emirati Arabi Uniti · Estonia · Filippine · Finlandia · Francia · Georgia · Germania · Gran Bretagna · Grecia · India · Indonesia · Iran · Irlanda · Islanda · Israele · Italia · Kazakistan · Lettonia · Lituania · Macedonia del Nord · Messico · Moldavia · Norvegia · Nuova Zelanda · Paesi Bassi · Perù · Polonia · Portogallo · Rep. Ceca · Romania · Russia · Scozia · Serbia · Slovenia · Spagna · Stati Uniti · Statunitense femminile · Svezia · Svizzera · Tunisia · Turchia · Ucraina · Ungheria · Uzbekistan · Vietnam |
| Terminati                       | Cecoslovacchia · Jugoslavia · Unione Sovietica · Sovietico femminile |